# Shinshokukokin Wakashū
Shinshokukokin Wakashū (新続古今和歌集?, Nuova continuazione della raccolta dei tempi antichi e moderni), è l'ultima delle ventuno Chokusen wakashū (勅撰和歌集?, Antologia imperiale) giapponesi di waka. Si compone di venti volumi contenenti 2 144 waka.

## Descrizione
Lo Shinshokukokin Wakashū fu compilato dal gon-chūnagon Asukai Masayo (nome di battesimo Masakiyo) per ordine del daijō Tennō Go-Hanazono, per intercessione di Ashikaga Yoshinori, sesto shōgun dello shogunato Muromachi, con l'assistenza di Gyōkō. L'ordine fu approvato il 25 agosto 1433 (Eikyō 5) e fu terminato il 27 giugno 1439 (Eikyō 11). Le prefazioni in giapponese e cinese sono state scritte da Ichijō Kaneyoshi.
La raccolta è composta da 2144 poesie, suddivise nelle seguenti sezioni: Primavera (superiore e inferiore), Estate, Autunno (superiore e inferiore), Inverno, Celebrazione, Buddismo, Separazione, Viaggio, Amore (1-5), Lamentazioni, Varie (superiore, media e inferiore) e Divinità. La raccolta comprende chōka, acrostici, monona e haiku, la raccolta spazia dal Man'yōshū ai tempi moderni.
I principali poeti inclusi nella raccolta sono Asukai Masaen (29 poesie), Kujō Yoshitsune (28 poesie), Go-Komatsu (26 poesie), Fujiwara no Shunzei (22 poesie), Fujiwara no Teika (19 poesie) e Ton'a (19 poesie), Go-Toba-in (18 poesie), Ashikaga Yoshinori (18 poesie), Asukai Masayo (18 poesie), Nijō Tamesada (14 poesie), Asukai Gayū (14 poesie), Juntoku-in (13 poesie), Keiun (13 poesie). Quando Masayo divenne il compilatore, i membri della famiglia Asukai divennero la maggioranza, ma anche la famiglia Nijō e la scuola Ton'a furono trattate con favore. D'altra parte, i membri della famiglia Reizei, che erano in contrasto con la famiglia Asukai, furono trattati con freddezza (6 poesie di Tametoshi Reizei, 6 poesie di Tamehide Reizei, 5 poesie scritte da Abutsu-ni e 1 poesia scritta da Imagawa Sadayo). La raccolta comprende un'ampia gamma di poesie di membri della famiglia imperiale, nobili di corte e guerrieri di alto rango.
È degno di nota il fatto che diverse poesie della Shin'yō Wakashū della Corte del Sud, tra cui una di  Kasan'noin Morokane e tre del principe Munenaga, siano incluse come Yomi bito shirazu (詠人不知?, Poeta sconosciuto).
Questa fu l'ultima antologia imperiale. Successivamente, nel 1465 (Kanshō 6), Asukai Masachika fu scelto come compilatore e si progettò una nuova antologia imperiale, ma la Guerra Ōnin interruppe questi piani e non furono compilate altre antologie imperiali.